# 日はまた昇る〜THE SUN ALSO RISES〜
『日はまた昇る〜THE SUN ALSO RISES〜』（ひはまたのぼる　ザ・サン・オルソ・ライジズ）は、HOUND DOGの25枚目のシングル。1993年2月27日にMOTHER & CHILDRENよりリリース。

## 概要
前作より1年ぶりとなるシングル。「アサヒスーパードライ」のCMソング。前作「BRIDGE〜あの橋をわたるとき〜」に続き2連続使用となった。2曲目は日本テレビ系『劇空間プロ野球92』のテーマソングとして使用された。

## チャート成績
オリコン週間シングルランキングでは週間11位にランクインした。2023年3月現在2番目に売れたCDシングル。

## 収録曲
1. 日はまた昇る〜THE SUN ALSO RISES〜
作詞：大友康平・松井五郎／作曲：蓑輪単志／編曲：後藤次利[5]
2. BEGINNING
作詞：大友康平／作曲：八島順一／編曲：蓑輪単志
3. 日はまた昇る〜THE SUN ALSO RISES〜（オリジナル・カラオケ）

## 収録作品
| 発売日         | タイトル                          |
| -------------- | --------------------------------- |
| 1996年8月20日  | RIVER(#1)                         |
| 1997年10月25日 | Home Grown(#1)                    |
| 2000年9月19日  | LUCKY and HAPPY Live Best Hit(#1) |
| 2005年6月29日  | HOUND DOG 19802005 BLUE BOX(#1)   |
| 2009年6月24日  | プレミアム・ベスト(#1,#2)         |